# Jonathan Goldsmith (Komponist)
Jonathan Goldsmith ist ein kanadischer Komponist und Musikproduzent.

## Leben
Jonathan Goldsmith ist seit seiner Komposition für den 1982 erschienenen kanadischen Horrorfilm Das Horror-Hospital als Filmkomponist tätig. Für diese Musik wurde er ein Jahr später als bester Komponist für einen Genie Award nominiert. Es sollten bis 2011 drei weitere Nominierungen folgen. Für den kanadischen Fernsehpreis Gemini Award wurde Goldsmith hingegen 14 Mal als bester Komponist nominiert, wobei er vier Auszeichnungen erhielt, darunter für Wenn der Mond zur Sonne wird und Dead Silence – Flammen in der Stille.
Parallel zu seinen Filmkompositionen ist Goldsmith auch als Musikproduzent tätig. So produzierte er mehrere Alben mit Musikern wie Bruce Cockburn, Hugh Marsh, Michael Occhipinti, Lara Solnicki und Arraymusic.

## Filmografie (Auswahl)
- 1982: Das Horror-Hospital (Visiting Hours)
- 1993: Es geschah am 1. April (April One)
- 1994: Avalanche – Geisel im Schnee (Avalanche)
- 1994: Mein täglicher Mord (Heads)
- 1995: Ihr Leben in seinen Händen (Falling for You)
- 1996: Das Urteil der Geschworenen (We the Jury)
- 1996: Entscheidung für die Liebe (A Husband, a Wife and a Lover)
- 1997: Dead Silence – Flammen in der Stille (Dead Silence)
- 1997: Die Mörder-Mutter: Wenn Liebe zu weit geht (Too Close to Home)
- 1997: Himalaya Extrem – Unter Lawinen begraben (Survival on the Mountain)
- 1997: Wenn der Mond zur Sonne wird (Pit Pony)
- 1998: Das Mädchen gegenüber (The Girl Next Door)
- 1998: Haus der verlorenen Seelen (Nightworld: Lost Souls)
- 1999: Black and Blue – Du entkommst mir nicht (Black and Blue)
- 1999: Vaterliebe hält ewig (Behind the Mask)
- 2000: Der Flug der Rentiere (The Christmas Secret)
- 2000: Karrieregeil (Out of Sync)
- 2001: Blackout – Terror im Dunkeln (Blackout)
- 2002: Global Heresy
- 2004: Sex Traffic
- 2006: An ihrer Seite (Away From Her)
- 2009: Tenderness – Auf der Spur des Killers (Tenderness)
- 2010: Casino Jack
- 2011: Take This Waltz
- 2012: Die dunkle Wahrheit (The Truth)
- 2015: Forsaken